# Foghat
Foghat est un groupe blues rock britannique, originaire de Londres, en Angleterre. Formé en 1970, le groupe compte cinq disques d'or.

## Biographie

### Années 1970
Le groupe est formé en 1971 à Londres,,, et est à l'origine composé de Dav Peverett (alias Lonesome Dave), guitariste et chanteur, de Roger Earl à la batterie et de Tony Stevens à la basse, tous trois sont des anciens Savoy Brown. Au début des années 1970, Rod Price rejoint le groupe en tant que guitariste slide.
Leur premier album (1972), intitulé Foghat, est entre autres composé du tube I Just Want to Make Love to You une reprise du célèbre morceau de Willie Dixon. Le deuxième album, également intitulé Foghat (connu aussi sous le nom de Rock and Roll pour la couverture), est certifié disque d'or. Energized sort en 1974, suivi de Rock and Roll Outlaws, puis en 1975 Fool for the City, l'année où Stevens quitte le groupe. Stevens est alors remplacé temporairement par Nick Jameson en 1975, puis par Craig MacGregor en 1976 qui y restera.
En 1976, l'album Night Shift sort, puis un album en public en 1977, et ensuite Stone Blue en 1978, tous devenant des disques d'or. Fool for the City est probablement le meilleur album du groupe, parce qu'il donne naissance à deux tubes, Fool for the City et Slow Ride (qui atteint la 20e place au hit-parade américain). Mais les meilleures ventes furent pour l'album en public, qui est certifié double disque de platine aux États-Unis (deux millions de copies vendues) dès octobre 1984 alors que Fool For The City est certifié platine (1 million d'exemplaires vendus) en octobre 1986. Rod Price quitte le groupe en 1980, et est remplacé par Erik Cartwright.

### Années 1980–1990
Après 1978, les ventes de Foghat déclinent, et leur dernier album, Zig-Zag Walk, en 1983, n'est que numéro 192 au hit-parade.
Dave Peverett quitte le groupe en 1984, et revient en Angleterre, mais Earl avec MacGregor, Cartwright et les autres continuent à jouer sous le nom de Foghat au début des années 1990. En 1990, Peverett crée sa propre version de Foghat avec le guitariste Bryan Bassett et les deux groupes existants étaient en tournée simultanément. En 1993, la formation d'origine se réunit et délivre un album intitulé Return of the Boogie Men (1994) puis un album en public nommé Road Cases (1998).

### Années 2000–2010

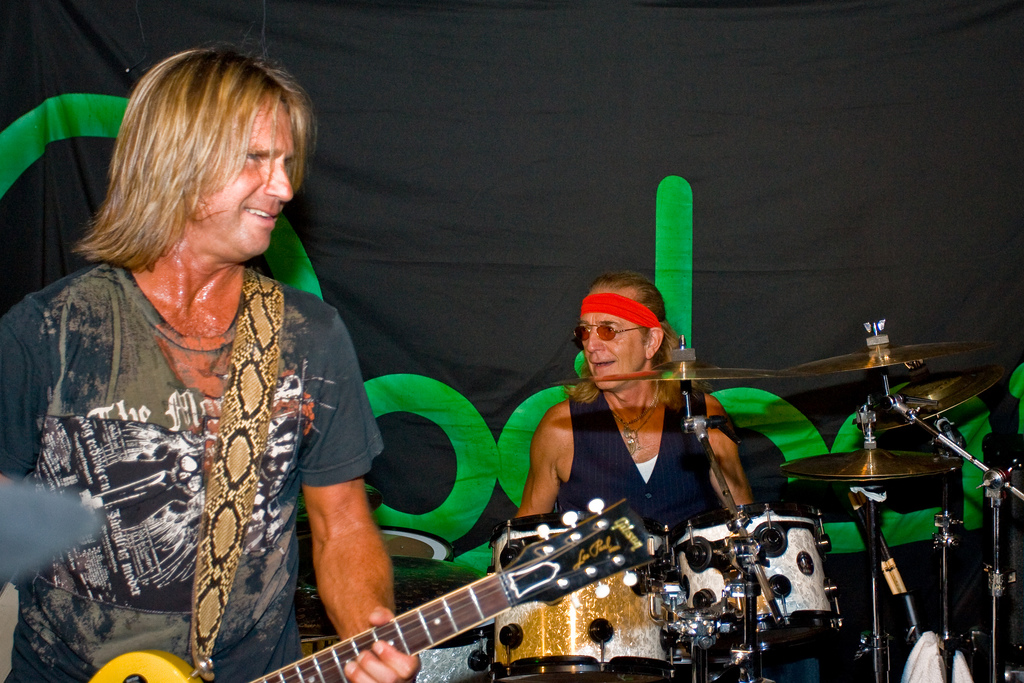
Foghat en concert en 2007.

Deux des membres du groupe s'éteignent pendant les années 2000. Le membre fondateur Dave Peverett meurt le 7 février 2000 à la suite de complications liées à un cancer des reins. Rod Price, lui, meurt le 22 mars 2005 d'une attaque cardiaque.
Après la mort de Dave, le groupe est reformé avec les deux membres d'origine (le batteur Roger Earl, et le bassiste Tony Stevens) accompagnés de Bryan Bassett qui vient de quitter Molly Hatchet et de Charlie Huhn, ex-chanteur du groupe de Ted Nugent. Ils délivrent l'album Family Joules en 2003. Depuis Tony Stevens est remplacé encore une fois par Craig MacGregor.
Le titre Slow Ride est présent dans le jeu vidéo Guitar Hero 3, Grand Theft Auto: San Andreas, l'épisode 9 saison 1 de la série Dexter, l'épisode 6 saison 1 de la série The Good Guys ainsi que dans les films Génération rebelle et I Love You Phillip Morris. On le retrouve aussi dans la série animée Les Griffin, épisode 10 saison 4.
Le 9 juillet 2013, le groupe annonce la chanson spéciale Noël The Word of Rock n' Roll (version instrumentale de Winter Wonderland) sortie en single le 5 novembre 2013.
Le bassiste MacGregor est diagnostiqué d'un stade avancé de cancer du poumon en 2015. Le cancer était détecté en 2012, mais MacGregor ne sera pas informé avant 2015. Les effets de la chimiothérapie l'empêchent de jouer, et le groupe le remplace alors par le bassiste Rodney O'Quinn pour les tournées. MacGregor meurt le 9 février 2018.

## Membres
- Roger Earl – batterie (1971–1984, depuis 1986)
- Bryan Bassett – guitare solo (depuis 1999)
- Charlie Huhn – chant, guitare rythmique (depuis 2000)
- Rodney O'Quinn – basse (depuis 2015)

## Anciens membres
- Dave Peverett - chant, guitare rythmique (1971–1984, 1993–2000; décédé en 2000)
- Rod Price - guitare solo, guitare slide, choeurs (1971–1980, 1993–1999; décédé en 2005)
- Tony Stevens - basse, choeurs (1971–1975, 1993–2005)
- Nick Jameson - basse, claviers, chœurs (1975-1976, 1982-1983)
- Craig MacGregor - basse, choeurs (1976–1982, 1984,[31] 2005–2015; décédé en 2018)
- Erik Cartwright - guitare solo, choeurs (1981-1984; décédé en 2017)
- Kenny Aaronson - basse (1983)
- Rob Alter - basse (1983-1984)
- Charlie Huhn - chant, guitare rythmique (2000–2022)

## Discographie

### Albums studio
- 1972 : Foghat
- 1973 : Foghat (aka Rock and Roll)
- 1974 : Energized
- 1974 : Rock and Roll Outlaws
- 1975 : Fool for the City
- 1976 : Night Shift
- 1978 : Stone Blue
- 1979 : Boogie Motel
- 1980 : Tight Shoes
- 1981 : Girls to Chat and Boys to Bounce
- 1982 : In the Mood for Something Rude
- 1983 : Zig-Zag Walk
- 1994 : Return of the Boogie Men
- 2003 : Family Joules
- 2010 : Last Train Home
- 2016 : Under the Influence
- 2023 : " Sonic Mojo"

### Albums live
- 1977 : Foghat Live
- 1998 : Road Cases
- 1999 : King Biscuit Flower Hour
- 2004 : Eight Days on the Road
- 2006 : Foghat Live II
- 2009 : Live at the Blues Warehouse

### Compilations
- 1989 : The Best of Foghat
- 1992 : The Best of Foghat, Vol. 2
- 1997 : Slow Ride and Other Hits
- 1999 : Rock 'N' Roll/Energized
- 2000 : Stone Blue/Boogie Motel
- 2000 : Anthology
- 2000 : Tight Shoes/Girls to Chat & Boys to Bounce
- 2000 : In the Mood for Something Rude/Zig-Zag Walk
- 2001 : Hits You Remember: Live
- 2001 : Extended Versions
- 2002 : The Essentials
- 2006 : Covered by Foghat
- 2006 : Classic Foghat
- 2006 : The Definitive Rock Collection
- 2013 : Decades Live